# Isabelle Ledoux-Rak
Isabelle Ledoux-Rak est une physicienne française. Elle a obtenu le prix Holweck en 2015.

## Biographie
Isabelle Ledoux-Rak, née le 12 juin 1957, est professeur à l'École normale supérieure Paris-Saclay, où elle est directrice du Laboratoire de photonique quantique et moléculaire (LPQM - UMR CNRS 8537) et coordinatrice du Master Erasmus Mundus.
Ses thèmes de recherches portent sur l'étude des propriétés optiques non linéaires de molécules et de nanomatériaux.
Elle est également membre des comités de rédaction des revues Communio et Résurrection.

## Écrits
Isabelle Ledoux-Rak, mariée, est professeur de chimie et directrice de laboratoire à l'École normale supérieure. Membre des comités de rédaction des revues Communio et Résurrection.